# Brittany Farms-The Highlands, Pennsylvania
Brittany Farms-The Highlands, Pennsylvania (енгл. Brittany Farms-The Highlands) насељено је место без административног статуса у америчкој савезној држави Пенсилванија.

## Демографија
По попису из 2010. године број становника је 3.695, што је 427 (13,1%) становника више него 2000. године.
| Група             | 2000.         | 2010.         |
| Белци             | 3.119 (95,4%) | 3.354 (90,8%) |
| Афроамериканци    | 44 (1,3%)     | 79 (2,1%)     |
| Азијати           | 33 (1,0%)     | 135 (3,7%)    |
| Хиспаноамериканци | 41 (1,3%)     | 91 (2,5%)     |
| Укупно            | 3.268         | 3.695         |